# Pitkäkangas
Pitkäkangas är en ås i Finland.   Den ligger i landskapet Norra Österbotten, i den centrala delen av landet, 400 km norr om huvudstaden Helsingfors.